# McFly
McFly is een Britse popband uit Londen. In april 2004 kreeg hun eerste single "5 Colours in Her Hair" een plek op de Britse hitlijsten. Later volgden "Obviously", "That Girl", "Room on the 3rd Floor" en inmiddels heeft de band acht albums uitgebracht. De bandleden hebben tevens in de film Just My Luck gespeeld.

## Geschiedenis
Tom Fletcher deed oorspronkelijk auditie voor Busted en was zelfs even lid van deze band (naar eigen zeggen zo'n 48 uur), voordat hij uit de band werd gezet, omdat de anderen een band met drie man beter vonden. Hier hield het niet op voor Fletcher. Hem werd gevraagd de audities te filmen voor een nieuw op te zetten band, 'V'. Danny Jones deed hier auditie voor, denkend dat het een band was zoals Busted en geen typische boyband. Hij kende totaal geen popliedjes en bracht, als enige van iedereen die auditie deed, een gitaar mee om zijn liedjes te begeleiden. Zoals verwacht zat Jones niet in de band.
Fletcher en Jones raakten aan de praat en samen besloten ze, met James Bourne liedjes te schrijven. Eerst woonde Jones bij Fletcher en zijn ouders thuis, later verhuisden ze naar het InterContinental in Londen. Hier schreven ze liedjes die met name op het eerste album (Room on the 3rd Floor) kwamen te staan. Na een jaar vonden Fletcher en Jones het tijd om een drummer en een bassist te zoeken. Ze hielden audities en Harry Judd en Dougie Poynter werden hier beiden uit gekozen.
In 2013 bestond McFly tien jaar, wat ze vierden met vijf jubileumconcerten in de Royal Albert Hall. Speciaal voor deze concerten kwamen zij samen met Bourne en Matt Willis, twee oud-leden van Busted, als 'superband' McBusted. Oud-Busted-lid Charlie Simpson bleef hierbij afwezig. Zij gingen vervolgens op twee tournees als McBusted en maakten een album met dezelfde titel. Ook stonden ze in het voorprogramma van de Europese tournee van One Direction.

## Bezetting
- Tom Fletcher (gitaar en zang)
- Danny Jones (gitaar en zang)
- Dougie Poynter (basgitaar en zang)
- Harry Judd (drums)

## Discografie

### Albums
- Room on the 3rd Floor (2004)
- Wonderland (2005)
- Motion in the Ocean (2006)
- Radio:Active (2008)
- Above the Noise (2010)
- The Lost Songs (2019)
- Young Dumb Thrills (2020)
- “ Power to play “ (2023)

### Singles
| Single met hitnotering(en) in de Vlaamse Ultratop 50 | Datum van verschijnen | Datum van binnenkomst | Hoogste positie | Aantal weken | Opmerkingen   |
| ---------------------------------------------------- | --------------------- | --------------------- | --------------- | ------------ | ------------- |
| Shine a light                                        | 20-12-2010            | 08-01-2011            | top10           | -            | met Taio Cruz |
| That's the truth                                     | 06-03-2011            | -                     | -               | -            |               |

### Dvd's
- The Wonderland Tour 2005 - met een concertregistratie van een concert in de Manchester Arena in en de documentaire 'Rocking and Dimming'. Deze dvd heeft tevens 2 verborgen extra's.
- The Motion in the Ocean Tour - een concertregistratie van het concert in Wembley. Deze is verkrijgbaar in combinatie met het album Motion in the Ocean op de tournee-editie van dat album.
- The Greatest Hits - The DVD met hierop 18 muziekvideo's (alle videos tot aan 'The Heart Never Lies') en een concert registratie van het eerste concert van The Greatest Hits Tour in Wolverhampton.
- Down under with McFly (was te verkrijgen met de 3 singles van 'one for the radio') - een documentaire over het maken van het album Radio:ACTIVE in Australië.
- Radio:ACTIVE DVD met als deel 1 Down under with McFly (veel van de gebruikte opnamen komt overeen met de DVD die verkrijgbaar was met 'One For The Radio' deze documentaire heeft echter wel een andere bewerking) en deel 2 Promoting Radio:ACTIVE. On the road with McFly, Summer 2008. waar je McFly volgt tijdens het promoten van het album.
- Radio:Active live in Wembley met een concertregistratie van het een concert in Wembley op 27 november 2008 en een 70 minuten durende documentaire 'McFLY evolution'.

in 2010 maakte McFly ook een 40 minuten durende film, genaamd "Nowhere Left To Run". In deze film kwamen verschillende nummers van hun nieuwe album voor.